# Il re della polka
Il re della polka (The Polka King) è un film del 2017 diretto da Maya Forbes. 
Film commedia con protagonisti Jack Black, Jenny Slate, Jason Schwartzman e Jacki Weaver.

## Distribuzione
È stato presentato in anteprima al Sundance Film Festival 2017 il 22 gennaio 2017. È stato pubblicato su Netflix il 12 gennaio 2018.

## Produzione
Il re della polka è basato sul documentario di Joshua Brown e John Mikulak The Man Who Would Be Polka, sull'ascesa e la caduta di Jan Lewan, uno showman di origini polacche della Pennsylvania che ha indotto i suoi fan nell'investire in uno schema Ponzi.